# 卡塔尔签证政策
旅客前往卡塔尔需申请签证，除非旅客满足以下条件：
- 海合会成员国公民
- 免签证的国家的公民

卡塔尔电子签证可通过电子签证官方网站申请，乘坐卡塔尔航空前往卡塔尔的旅客可在卡塔尔航空官网申请签证。
除海合会成员国公民外的所有旅客，必须持有效期从到达之日起至少六个月的护照。海合会成员国公民可使用身份证入境。

## 签证政策地图

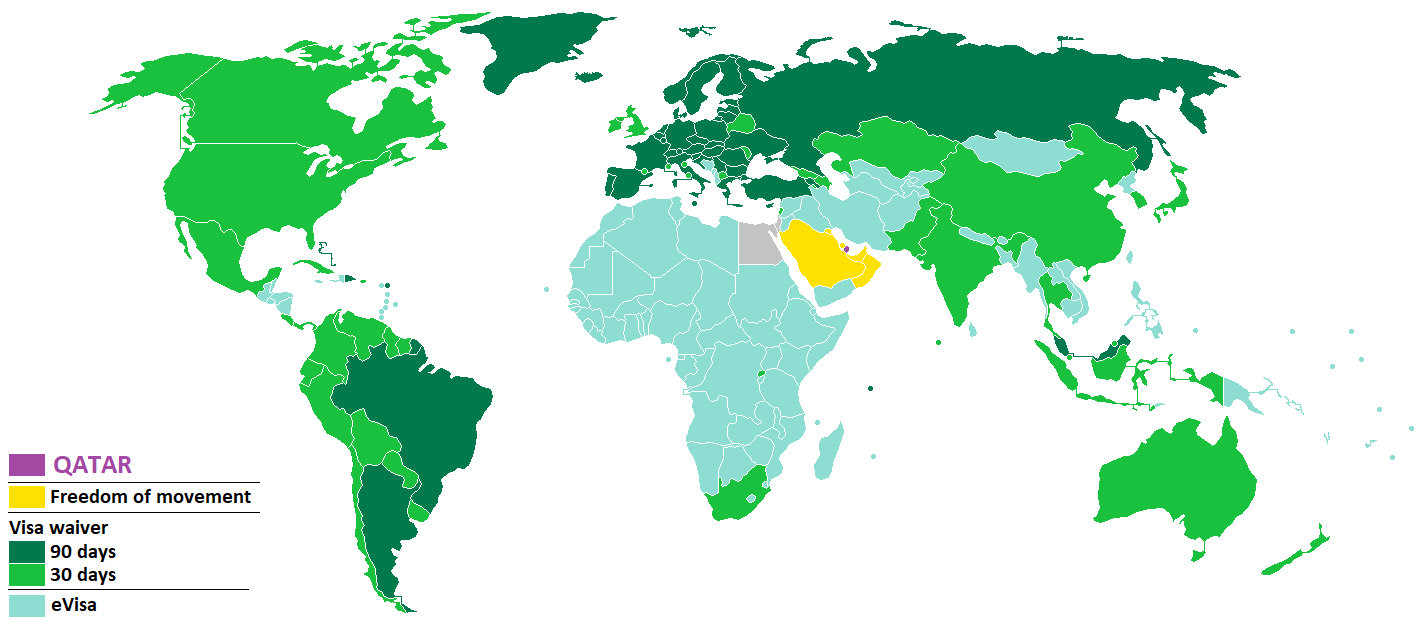
Visa policy of Qatar

## 出入境自由
下列海合会国家的公民在卡塔尔享有出入境自由 ,在任何情况下都无需签证进入卡塔尔：
| - 巴林 - 科威特 - 阿曼 - 沙烏地阿拉伯 - 阿联酋 |

## 免签证政策
以下國家的公民在抵達時可自動獲得免簽待遇，停留期限如下所示。旅客須持有自抵達日起至少六個月有效期的護照，以及返程或續程機票（若已持有阿曼簽發的有效簽證則可豁免此要求）。但部分國籍旅客須符合額外條件方可享有免簽資格：
| - 安地卡及巴布達 - 阿根廷 - 亞美尼亞 - 巴哈马 - 巴西 | - 冰島 - 列支敦斯登 - 马来西亚 - 挪威 - 俄羅斯 - 塞爾維亞 | - 塞舌尔 - 瑞士 - 土耳其 - 乌克兰1 - 美国2 |  |

| - 安道尔 - 玻利维亚 - 加拿大 - 智利 - 中國 - 哥伦比亚 | - 古巴 - 格鲁吉亚 - 香港 - 印度1 - 印度尼西亞 - 愛爾蘭 - 日本 - 黎巴嫩 | - 馬爾地夫 - 墨西哥 - 摩尔多瓦 - 摩納哥 - 新西兰 - 北馬其頓 - 巴基斯坦1 3 - 巴拿马 - 巴拉圭 - 秘魯 - 卢旺达 | - 圣马力诺 - 新加坡 - 南非 - 苏里南 - 泰國1 - 英国 - 乌拉圭 - 梵蒂冈 - 委內瑞拉 |  |

* - 可申请将停留期延长30天

1 - 须通过Discover Qatar平台预订指定落地签证酒店，并出示确认的酒店预订证明

2 - 旅客首次入境时支付21美元签证费，即可多次入境，每次停留期最长90天

3 - 须出示脊髓灰质炎疫苗接种证明

## 落地签证
| \| - 印度1 - 伊朗2[2] - 澳門[6][7][8] - 巴基斯坦1[9][10] - 中華民國（臺灣） \| |
| - 印度1 - 伊朗2 - 澳門 - 巴基斯坦1 - 中華民國（臺灣）                          |

1 - 需要持信用卡/借記卡和酒店預訂確認信，從巴基斯坦抵達的巴基斯坦國民必須持有脊髓灰質炎疫苗接種證書

2 - 對於商務旅行，必须持有信用卡或至少5000卡塔爾里亞爾的現金，往返機票，酒店預訂確認信以及卡塔爾政府認證的公司發出的邀請函

## 電子簽證
卡塔爾宣佈於2017年6月23日啟用電子簽證。計劃前往卡塔爾的外國公民可通過eVisa系統申請旅遊簽證。若符合所有要求，簽證將在四個工作日內簽發，有效期最長為30天。

## 电子旅行许可
从2017年9月27日起，持有英国、美国、加拿大、澳大利亚、新西兰、申根国家或海湾合作委员会国家的有效居留许可或签证的所有国籍的公民。可以获得长达30天的电子旅行许可。签证可以在网上再延长30天。

## 转机
无论国籍，在哈马德国际机场过境的旅客如果在24小时内离开，不需要签证。
2016年9月26日，内政部宣布对过境的任何国籍旅客签发免费过境签证。只有乘坐卡塔尔航空公司航班的旅客才有资格在中途停留5至96小时。

## 外交或公務護照持有人
以下國家的外交或公務護照的持有人不需要簽證：
| - 阿尔及利亚 - 阿根廷 - 白俄羅斯 - 巴西 - 保加利亚 - 哥伦比亚 - 賽普勒斯 - 薩爾瓦多 D | - 法國 - 格鲁吉亚 - 德国 - 印度 - 印度尼西亞 - 義大利 - 日本 - D - 摩尔多瓦 | - 摩洛哥 - 葡萄牙 - 羅馬尼亞 - 俄羅斯 - 瑞士 - 突尼西亞 - 乌克兰 - 英国 - 委內瑞拉 |

D — 僅外交護照
與 衣索比亞於2017年11月簽署外交、私人和公務護照的免簽證協議， 尼泊尔於2018年10月簽署，但尚未得到批准。

## 访客统计
大多数游客来自下列国家：
| 国家         | 2017      | 2016      | 2015      |
| ------------ | --------- | --------- | --------- |
| 印度         | 333,708   | 340,104   | 375,910   |
| 英国         | 120,495   | 132,301   | 135,645   |
| 美国         | 101,144   | 102,774   | 93,174    |
| 巴基斯坦     | 49,510    | 49,012    | 86,670    |
| 中國         | 45,627    | 不適用    | 不適用    |
| 德国         | 44,440    | 不適用    | 不適用    |
| 埃及         | 43,614    | 81,283    | 92,036    |
|              | 42,765    | 不適用    | 不適用    |
| 法國         | 42,026    | 不適用    | 不適用    |
| 義大利       | 37,436    | 不適用    | 不適用    |
| 沙烏地阿拉伯 | 不適用    | 949,145   | 855,555   |
| 巴林         | 不適用    | 135,202   | 132,913   |
| 阿联酋       | 不適用    | 134,578   | 117,575   |
| 阿曼         | 不適用    | 98,617    | 102,332   |
| 科威特       | 不適用    | 93,115    | 91,843    |
| 总计         | 2,256,490 | 2,938,096 | 2,929,630 |